# Justin Lemberg
Justin William Lemberg (* 23. August 1966 in Brisbane) ist ein ehemaliger australischer Schwimmsportler, der 1984 eine olympische Bronzemedaille gewann.

## Sportliche Karriere
Lemberg nahm 1982 an den Commonwealth Games in seiner Heimatstadt teil. Er belegte den achten Platz über 400 Meter Freistil und den siebten Platz über 400 Meter Lagen.
Bei den Olympischen Spielen 1984 in Los Angeles trat Lemberg in vier Disziplinen an. Über 200 Meter Freistil schwamm er auf den 18. Platz. Die australische 4-mal-200-Meter-Staffel mit Justin Lemberg, Ronald McKeon, Thomas Stachewicz und Graeme Brewer erreichte das Finale mit der viertschnellsten Zeit. Im Finale schwamm Peter Dale für Stachewicz, die Mannschaft belegte auch im Endlauf den vierten Rang. Über 400 Meter Freistil lagen in den Vorläufen der Deutsche Stefan Pfeiffer sowie John Mykkanen und George DiCarlo aus den Vereinigten Staaten drei Hundertstelsekunden auseinander, mit der viertbesten Zeit qualifizierte sich Justin Lemberg für das A-Finale. Im B-Finale schwamm der Deutsche Thomas Fahrner schneller als alle Teilnehmer des A-Finales, belegte aber nur den neunten Platz. Das A-Finale gewann DiCarlo vor Mykkanen. 0,3 Sekunden hinter Mykkanen und über eine Sekunde vor Pfeiffer schlug Lemberg als Dritter an. Am nächsten Tag verpasste Lemberg als Neunter der Vorläufe den Einzug ins Finale über 1500 Meter Freistil.
1985 gewann Lemberg den Titel über 400 Meter Freistil bei der Universiade. Bei den 1985 erstmals ausgetragenen Pan Pacific Swimming Championships siegte er ebenfalls über 400 Meter Freistil und gewann die Bronzemedaille mit der 4-mal-200-Meter-Staffel. Vier Jahre später nahm Lemberg noch einmal an den Pan Pacific Swimming Championships teil und erkämpfte noch einmal eine Bronzemedaille mit der 4-mal-200-Meter-Freistilstaffel.